# Forest Reserve
Forest Reserve es una localidad de Trinidad y Tobago, que forma parte de la región de Siparia.

## Geografía
La localidad abarca parte de la isla Trinidad y limita al norte con Mon Desir-Silver Stream, al sur con Rancho Quemado, Los Charos y Bennet Village, al este con Gheerahoo y Apex Oil Field y al oeste con Cochrane, Guapo Lot 10 y Salazar Village.

## Demografía
Datos demográficos de la localidad de Forest Reserve:
| Gráfica de evolución demográfica de Forest Reserve entre 2000 y 2011 |
|                                                                      |